# Feldbahn Leordina–Luhi
| Feldbahnbrücke bei Leordina in den Karpaten, September 1916 |                     |                                                     |                                                     |
| Das Tal Valea Misica, das bei Leordina ins Wischautal einmündet |                     |                                                     |                                                     |
| Streckenlänge: | ca. 27 km           |                                                     |                                                     |
| Spurweite: | 600 mm (Schmalspur) |                                                     |                                                     |
| |                     |                                                     |                                                     |
| \| \| \| Luhi (Poienile de sub Munte)[1] \| \| \| \| Bahnstrecke Valea Vișeului–Borșa von Valea Vișeului \| \| \| \| Leordina \| \| \| \| Bahnstrecke Valea Vișeului–Borșa nach Borșa \| |                     |                                                     |                                                     |
| Kopfbahnhof Streckenanfang (Strecke außer Betrieb) |                     | Luhi (Poienile de sub Munte)                        | Luhi (Poienile de sub Munte)                        |
| Strecke von halbrechts · Strecke (außer Betrieb) |                     | Bahnstrecke Valea Vișeului–Borșa von Valea Vișeului | Bahnstrecke Valea Vișeului–Borșa von Valea Vișeului |
| Bahnhof · Kopfbahnhof Streckenende (Strecke außer Betrieb) |                     | Leordina                                            | Leordina                                            |
| Strecke nach halblinks |                     | Bahnstrecke Valea Vișeului–Borșa nach Borșa         | Bahnstrecke Valea Vișeului–Borșa nach Borșa         |

Die Feldbahn Leordina–Luhi war eine 1916 verlegte, etwa 27 km lange Schmalspurbahn bei Leordina im Kreis Maramureș in Rumänien.

## Geschichte

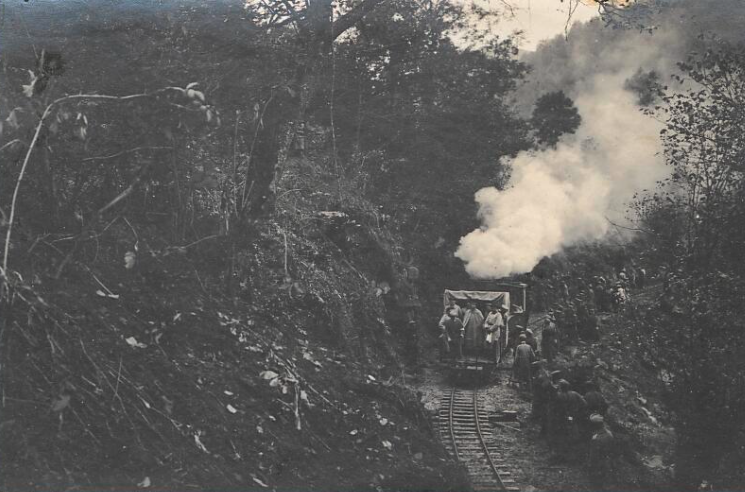
Besichtigung durch den Kommandeur der Eisenbahntruppen in Siebenbürgen Oberstleutnant Zennig, 6. Oktober 1916

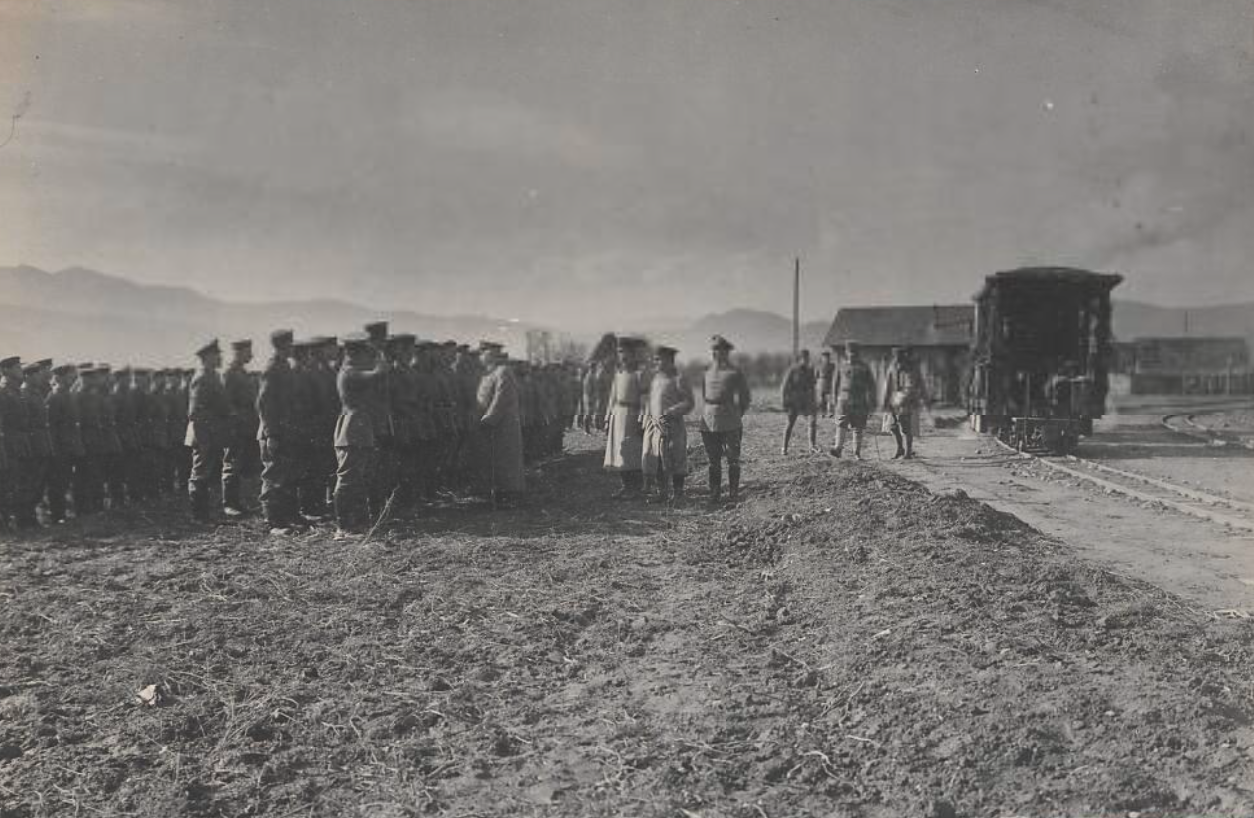
Besichtigung der Strecke durch den Kommandierenden General des Karpathenkorps, 22. Oktober 1916

Die Bayerische Reserve-Eisenbahn-Bau-Kompanie 1 und die Bayerische Eisenbahn-Bau-Kompanie 22 verlegten 1916 im unwegsamen Gelände des Maramuresch-Gebirges in den Waldkarpaten  eine militärische Feldbahn mit einer Spurweite von 600 mm, die mit Dampflokomotiven und Brigadewagen betrieben wurde. Die fertiggestellte Strecke wurde am 22. Oktober 1916 durch den Kommandierenden General des Karpathenkorps Richard von Conta besichtigt.
In der Nachkriegszeit wurde die Feldbahnstrecke Teil eines etwa 51 km langen Waldbahn-Netzes. Im Sommer 1939 war der 27 km lange Abschnitt Leordina–Socolău im Kursbuch der CFR aufgeführt, obwohl es sich um eine Privatbahn handelte.
Sie wurde von der Casa Autono ma a Padurilor Statului (CAPS) betrieben und im Kursbuch als calea ferata particulara aufgelistet. Stillgelegt wurde die Bahn in den 1970er Jahren.

## Streckenverlauf
Die wichtigsten Brücken, Gebäude und Bahnanlagen wurden 1916 fotografisch dokumentiert:
| Foto | Strecken- kilometer | Beschreibung                                                                          |
| ---- | ------------------- | ------------------------------------------------------------------------------------- |
|      | 0                   | Gleisbau in Leordina, 1916                                                            |
|      | 4,7                 | Brücke 2 bei km 4,7, 22. Oktober 1916                                                 |
|      | 4,8                 | Bayernbrücke bei km 4,8, EBK 22                                                       |
|      | 5,95                | Brücke 3 bei km 5,95, 22. Oktober 1916                                                |
|      | 7,1                 | Blick auf die Trasse bei km 7,1, November 1916                                        |
|      | 7,15                | Brigadelok auf dem betonierten Durchlass bei km 7,15, 4. Oktober 1916 1916            |
|      | 7,5                 | Brücke 4 bei km 7,5 zum Vorbau fertig, 4. Oktober 1916                                |
|      | 8,0                 | Aufbau von Trockenmauerwerk zur Sicherung des Steilhangs bei km 8,0, 22. Oktober 1916 |
|      |                     | Endbahnhof Luhi, 22. Oktober 1916                                                     |

## Lokomotiven
Unter anderem wurden folgende Lokomotiven auf der Strecke eingesetzt:
| Nr.                           | Bauart | Spurweite | Hersteller              | Fabriknummer | CFR-Nr. | Betriebsnummer             |
| ----------------------------- | ------ | --------- | ----------------------- | ------------ | ------- | -------------------------- |
| Deutsche Feldbahn Nr. 2.244   | D-n2t  | 600 mm    | Linke Hofmann           | 1.726/1918   |         | Leordina 1                 |
| Deutsche Feldbahn Nr. 730     | D-n2t  | 600 mm    | Orenstein & Koppel      | 8.254/1916   |         | Leordina 2, CFF 604.211    |
| Heeresfeldbahn Berlin Nr. 662 | D-n2t  | 600 mm    | Henschel & Sohn, Kassel | 14.405/1916  |         | Leordina 3                 |
| Heeresfeldbahn Berlin Nr. 663 | D-n2t  | 600 mm    | Henschel & Sohn, Kassel | 14.406/1916  |         | Leordina 4                 |
| Deutsche Feldbahn Nr. 2.474   | D-n2t  | 600 mm    | Schwarzkopff, Berlin    | 6.789/1916   |         | Leordina 5                 |
| Heeresfeldbahn Nr. 900        | D-n2t  | 600 mm    | Vulcan                  | 3.220/1916   | CFR 900 | CFF 604.220, Leordina 1962 |